# Analyzed Layout and Text Object
ALTO (Analyzed Layout and Text Object) ist ein offenes XML Schema zur Beschreibung von Layoutinformationen digitalisierter Objekte.
Der Standard wurde ursprünglich für die Beschreibung von OCR-Erkennungsergebnissen Text und Layout auf Seitenebene von digitalisierten Materialien entwickelt. Ziel war es, den Text und das Layout so zu beschreiben, dass eine Rekonstruktion auf Basis digitalisierten Materials möglich wäre.
ALTO wird oft in Kombination mit Metadata Encoding and Transmission Standard (METS) für die Beschreibung des gesamten digitalisierten Objektes und die Erzeugung von Referenzen innerhalb der ALTO-Datei verwendet, zum Beispiel um die Lese-Abfolge festzulegen.
ALTO wurde in dem von der EU geförderten Projekt METAe entwickelt. Seit 2010 wird der Standard durch die Library of Congress und ein Herausgeber-Team gepflegt.
Durch die Empfehlung der DFG-Praxisregeln Digitalisierung ist ALTO ein de facto-Standard für Text-Digitalisierungsprojekte in Deutschland und wird beispielsweise vom DFG-Viewer unterstützt.

## Versionen
Die aktuelle Schema-Version sowie eine Übersicht über die älteren Versionen finden sich auf GitHub.

## Aufbau einer ALTO-Datei
Eine ALTO-Datei besteht aus drei Haupt-Abschnitten, also Kindern des Wurzelelements <alto>:
- Der Abschnitt <Description> beinhaltet Metadaten zur ALTO-Datei selbst und Prozess-Informationen wie die Datei erzeugt wurde.
- <Styles> beinhaltet den Text und Layout-Informationen in der jeweils individuellen Ausprägung:
  - <TextStyle> beschreibt Font- und Schrifttypen
  - <ParagraphStyle> beschreibt Eigenschaften eines Absatzes, z. B. dessen Ausrichtung
- Der <Layout>-Abschnitt enthält den eigentlichen Inhalt, der durch <Page>-Elemente für einzelne Seiten untergliedert ist.

```
    
<?xml version="1.0"?>

    
<alto>

      
<Description>

        
<MeasurementUnit/>

        
<sourceImageInformation/>

        
<Processing/>

      
</Description>

      
<Styles>

        
<TextStyle/>

        
<ParagraphStyle/>

      
</Styles>

      
<Layout>

        
<Page>

          
<TopMargin/>

          
<LeftMargin/>

          
<RightMargin/>

          
<BottomMargin/>

          
<PrintSpace/>

        
</Page>

      
</Layout>

    
</alto>

```

## Unterstützende Software
- ABBYY FineReader
- CCS docWizz
- eScriptorium
- Goobi
- Kitodo
- hOCR to ALTO, XSLT-Transformationen von und nach ALTO
- Tesseract OCR
- Transkribus